# Agrothereutes rufofemoratus
Agrothereutes rufofemoratus là một loài tò vò trong họ Ichneumonidae.